# Loi de frontalité

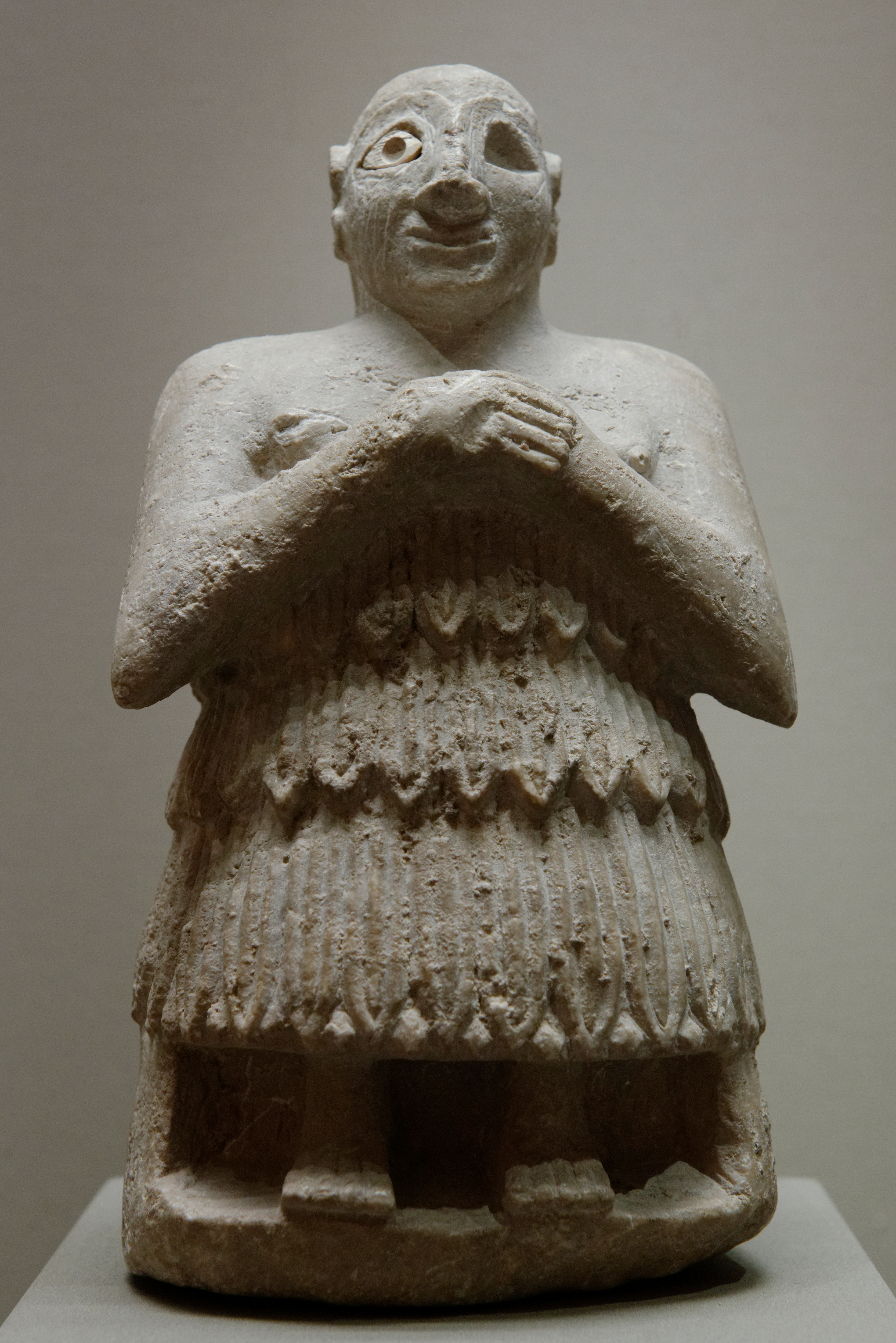
Statuette du musée du Louvre respectant la loi de frontalité.

La loi de frontalité est un principe de composition très discuté de la sculpture archaïque qui interdit la flexion latérale dans les représentations du corps humain et les rend dès lors systématiquement symétriques selon un plan vertical. Les épaules et le bassin sont parallèles, et les quatre côtés de la figure forment quatre plans qui se rencontrent à angle droit.
Pour un article plus général, voir Frontalité.